# Hranec

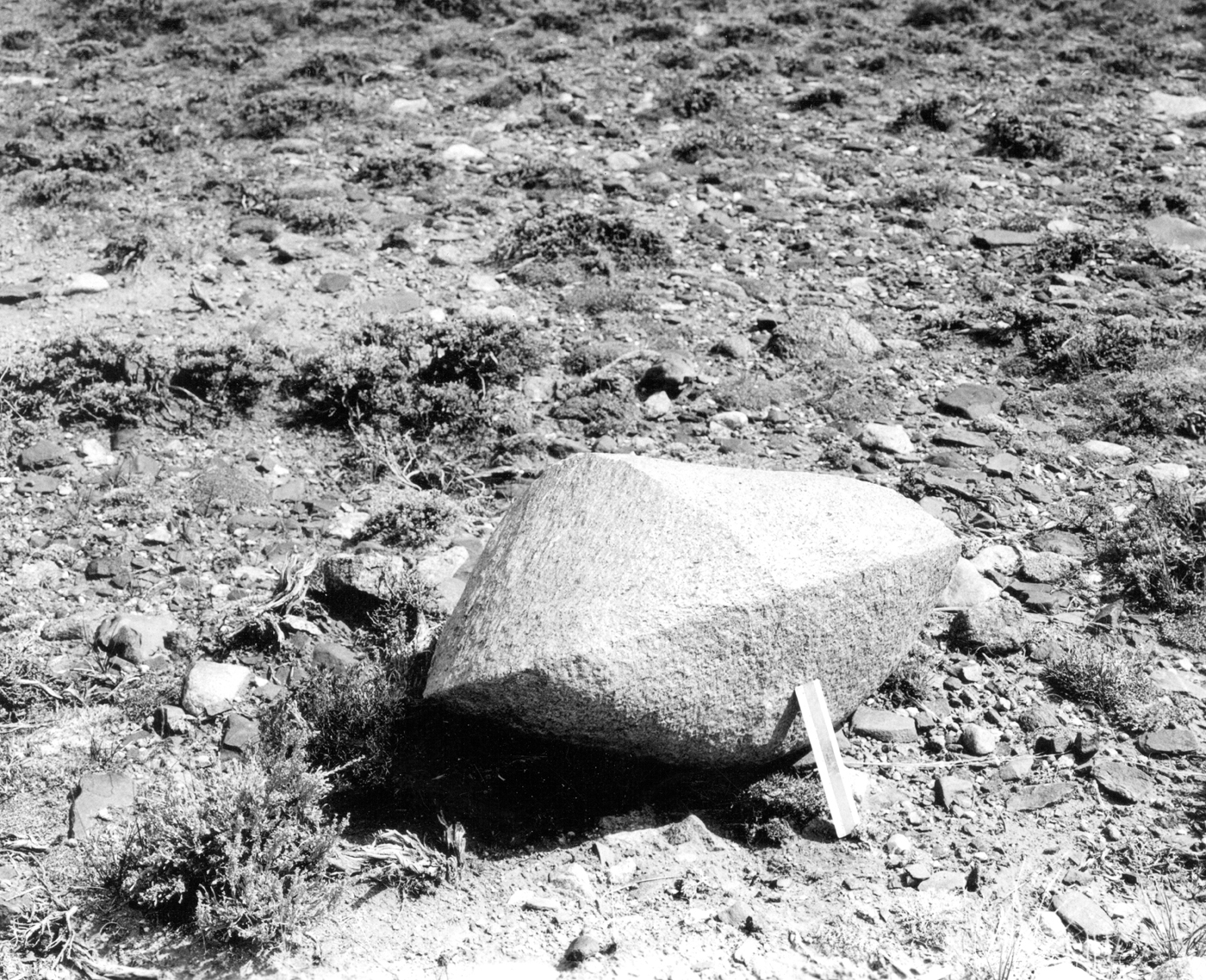
Neobvykle velký hranec nalezený roku 1930 ve státě Wyoming, USA

Hranec je drobný úlomek horniny, zpravidla větší než 1 cm3, na kterém jsou korazí výrazně vyhlazeny facetové plochy oddělené hranami. Místa příhodná pro vznik hranců se obvykle vyznačují nedostatkem vegetace a blízkostí rozsáhlejších oblastí písečných sedimentů. Lze je nalézt ve všech kamenitých pouštích, polopouštích a stepích světa. Tyto útvary vznikají desítky let, dobře vyvinutý hranec může vzniknout již za 100 let.
Na území střední Evropy tyto útvary vznikaly především v korytech řek v dobách ledových, kdy ledovce zapříčinily nepřítomnost vegetace a jednosměrné proudění větrů.

## Výskyt v Česku
V ČR vznikaly hrance především v chladných obdobích (kryomérech) pleistocénu. Tehdejší rozložení pevninských ledovců způsobovalo výrazné jednosměrné vzdušné proudění. Intenzivní abraze byla umožněna nepřítomností vegetace ve velkých oblastech písčitých sedimentů (např. na sandrech, říčních terasách). V sedimentech říčních teras lze najít například na Plzeňsku.